# Parvocythere
Parvocythere is een geslacht van kreeftachtigen uit de klasse van de Ostracoda (mosselkreeftjes).

## Soorten
- Parvocythere dentata Hartmann, 1959
- Parvocythere dimorpha Hartmann, 1974
- Parvocythere directocostata Hartmann, 1974
- Parvocythere elongata Hartmann, 1959
- Parvocythere fernandinensis Gottwald, 1983
- Parvocythere galapagoensis Gottwald, 1983
- Parvocythere gottwaldi Higashi & Tsukagoshi, 2012
- Parvocythere gracilis Higashi & Tsukagoshi, 2012
- Parvocythere hartmanni Marinov, 1962
- Parvocythere marginocostata Hartmann, 1974
- Parvocythere mauiensis Hartmann, 1991
- Parvocythere psammophila Gottwald, 1983
- Parvocythere schmidti Gottwald, 1983
- Parvocythere striata Hartmann, 1974
- Parvocythere subterranea Gottwald, 1983
- Parvocythere supralitoralis Gottwald, 1983